# Polystroma fuscigrisea
Polystroma fuscigrisea är en fjärilsart som beskrevs av George Francis Hampson 1895. Polystroma fuscigrisea ingår i släktet Polystroma och familjen mätare. Inga underarter finns listade i Catalogue of Life.